# Bei tempi
Bei tempi (1985) è un album del cantautore Roberto Vecchioni che si avvale della collaborazione di Michelangelo Romano.

## Descrizione
Come in Hollywood Hollywood anche qui si coglie un nuovo modo di concepire, oltre all'amore, anche l'arte; inoltre si analizza a fondo il rapporto tra la realtà e il sogno, tema molto caro a Vecchioni.
Importante è anche la figura della donna che è dipinta come l'altra faccia della medaglia dell'uomo e non è stretta in ruoli stereotipati.
Esempio calzante di questo tema è Piccolo amore dove la donna è narrata nel suo fare quotidiano e l'amore è riportato a un aspetto terreno e non ideale [...Piccolo amore, piccolo amore/che pena quelli con un grande amore...]. Figura femminile forte è invece Fata stanca di attendere l'uomo partito per la guerra se ne va via. Il brano è un ideale seguito de "Il castello", (in Calabuig...) dalla identica melodia, l'arrangiamento quasi uguale, e le medesime immagini poetiche.
Come racconta lo stesso Vecchioni in Luci a San Siro, La mia ragazza è dedicata a Daria Colombo, la sua seconda moglie, e parlando di lei nel finale la paragona al suo lavoro
...volendo indicare l'impegno necessario a portare avanti un rapporto di coppia, impegno simile a quello che si mette in un'attività professionale.
In Millenovantanove, e in Gaston e Astolfo che ne è il prologo, uno stornello cantato da Ornella Vanoni, Vecchioni affronta invece il tema del doppio, ovvero il conflitto tra il Dr. Jekyll e il Mr. Hyde che c'è in ognuno di noi. Lo fa descrivendo i due guerrieri al tempo delle crociate che sono anche amanti, o meglio il pensiero di uno dei due che al ritorno dalla guerra rimprovera all'altro di aver scordato l'amore che li legava. I due guerrieri sono di carattere diversissimo, rissoso e spaccone il primo quanto sensibile il secondo. I due rappresentano parte della stessa personalità di Vecchioni, due parti eternamente in conflitto. Tenerli in equilibrio dovrebbe essere il segreto per una vita felice.
La tematica del doppio è spesso ricorrente nelle canzoni di Vecchioni, oltre che in questo album, la possiamo trovare in Parabola (con il dualismo tra i fratellastri Poeta e Ragioniere), in Canzonenoznac (storia di due personaggi che vengono presentati nel testo come nemici e che credono di essere diversi ma in realtà sono la stessa persona), Montecristo [...c'è al mio posto...un manichino...], Milady [...sono io in tournée, quello a casa è un altro me stesso] e in molte altre canzoni.
Anche in Livingstone (che riprende il tema musicale di Canzone in cerca d'autore) un apparente triangolo amoroso ci riporta invece allo sdoppiamento di personalità dove si ritrova l'esploratore David Livingstone, scomparso nella giungla e poi ritrovato,  e il vivere borghese rappresentato dalla vita mondana di Riccione. Anche qui partecipa Ornella Vanoni che canta un verso in lingua tedesca.

## Tracce
Lato A
1. Bei tempi – 4:57
2. Livingstone – 3:12
3. La mia ragazza – 4:56
4. Piccolo amore – 4:40

Lato B
1. Gaston e Astolfo (la vera storia di) – 2:30
2. Millenovantanove – 6:26
3. Fata – 5:56
4. Fratel coniglietto – 3:02

## Formazione
- Roberto Vecchioni – voce
- Aldo Banfi – organo Hammond, sintetizzatore
- Michele Ascolese – chitarra acustica, chitarra elettrica
- Aldo Mercurio – basso
- Peppe Vessicchio – pianoforte, chitarra
- Mauro Paoluzzi – chitarra, programmazione, tastiera, pianoforte, Fender Rhodes
- Adriano Pennino – tastiera, programmazione, pianoforte
- Vittorio Riva – batteria
- Amedeo Bianchi – sax, clarino
- Ornella Vanoni – voce (brani A2, B1)